# Rudelle
 Rudelle  (en occitano Rudèla) es una población y comuna francesa, situada en la región de Mediodía-Pirineos, departamento de Lot, en el distrito de Figeac y cantón de Lacapelle-Marival.

## Demografía
| 203 | 160 | 140 | 155 | 136 | 153 |
| Para los censos de 1962 a 1999 la población legal corresponde a la población sin duplicidades (Fuente: INSEE [Consultar]) |     |     |     |     |     |